# Dorine Niezing
Dorine Niezing (Breukelen, 12 mei 1969) is een Nederlands zangeres, actrice, toneelregisseur en logopedist.

## Biografie
Dorine Niezing werd geboren in Breukelen en groeide op in Brussel en later Groningen. Hier volgde zij atheneum aan het Zernike College. Tussen 1989 en 1994 volgde zij de toneelschool in Amsterdam aan de Amsterdamse Hogeschool voor de Kunsten. In de laatste jaren specialiseerde zij zich in de kleinkunst. Tussen 1993 en 1995 kreeg zij landelijke bekendheid in de rol van Suusje, de naïeve keukenhulp in de laatste twee seizoenen van In de Vlaamsche pot. Hierna had zij nog televisierollen in Ernstige Delicten en SamSam, maar richtte zij zich meer op het muziektheater. In 2008 bracht zij haar debuutalbum Anmut uit. Het album stond in het teken van de Entartete Kunst en bevatte liederen van onder andere Bertolt Brecht en Hanns Eisler en gedichten van Joachim Ringelnatz. Niezing heeft tussen 2014-2018 de opleiding voor logopedist gevolgd aan de Hanzehogeschool Groningen en sinds 2019 is ze als logopedist werkzaam bij Hogeschool van Amsterdam. Daarnaast is ze sinds 2017 actief als docent bij de Theater de Toneelmeester en Hogeschool Inholland.

## Filmografie
- In de Vlaamsche pot - Suusje (1993-1995; 25 afl.)
- Ernstige Delicten - Petra Simons (2002; afl. Op klaarlichte dag)
- SamSam - Bo (2002-2003; 2 afl.)
- Danni Lowinski - Kitty (2014; 1 afl.Genkgate)